# 佛得角伊斯兰教
伊斯兰教是一个少数民族宗教，有一个小而不断增长的社区。大多数穆斯林是来自塞内加尔和其他邻国的移民，并且活跃于小规模商业和纪念品贸易。